# Todd Lodwick
Todd Lodwick (n. 21 noiembrie 1976, Steamboat Springs⁠(d), Colorado, SUA) este un săritor cu schiurile ce a reprezentat Statele Unite ale Americii, medaliat olimpic. A participat la 6 ediții ale Jocurilor Olimpice (1994, 1998, 2002, 2006, 2010, 2014) în care a câștigat o medalie de argint.